# District de Shikarpur
Le district de Shikarpur ou Shikarpoor (en ourdou : ضِلع شِكارپُور) est une subdivision administrative du nord de la province du Sind au Pakistan. Il est constitué autour de sa capitale Shikarpur et est un lieu historique important.
Créé en 1977, le district compte près de 1,2 million d'habitants en 2017 parlant très majoritairement sindhi. Le district est surtout rural et la population vit principalement de l'agriculture. C'est un fief politique du Parti du peuple pakistanais.

## Histoire

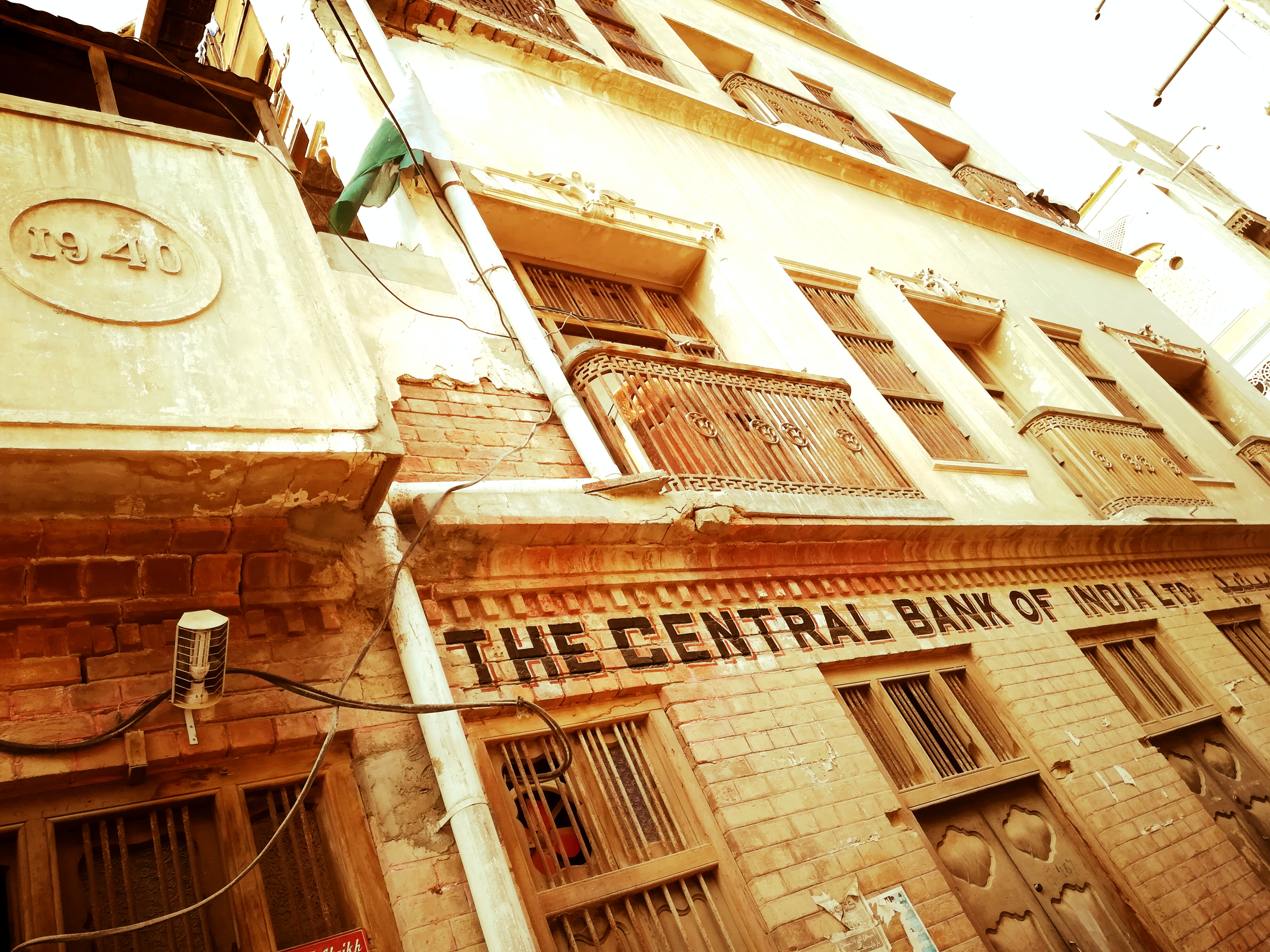
Ancien bâtiment de la banque centrale indienne à Shikarpur, transformé en logements.

La région de Shikarpur a été sous la domination de diverses puissances au cours de l'histoire, notamment le Sultanat de Delhi puis l'Empire moghol. C'est sous ce dernier que la ville de Shikarpur a été fondé, au XVIIIe siècle. Le district est intégré au Raj britannique en 1858, puis la population majoritairement musulmane a soutenu la création du Pakistan en 1947.
Le district de Shikarpur disparait en 1883 en étant intégré au sein du district de Sukkur, avant d'être recréé en 1977.

## Démographie
Lors du recensement de 1998, la population du district a été évaluée à 880 438 personnes, dont environ 24 % d'urbains. Le taux d'alphabétisation était de 32 % environ, moins que les moyennes nationale et provinciale de 44 % et 45 % respectivement. Il se situait à 45 % pour les hommes et 18 % pour les femmes, soit un différentiel de 27 points, supérieur aux 20 points de la province du Sind.
Le recensement suivant mené en 2017 pointe une population de 1 231 481 habitants, soit une croissance annuelle de 1,8 %, inférieure aux moyennes nationale et provinciale de 2,4 %. Le taux d'urbanisation augmente légèrement pour s'établit à 25 %.
La langue la plus parlée du district est le sindhi, pour près de 96 % de la population, mais on trouve de petites minorités parlant ourdou (2 %) et baloutche (1 %). Le district compte des minorités religieuses hindoues (3,5 % en 1998) et chrétiennes (1,2 %).

## Administration

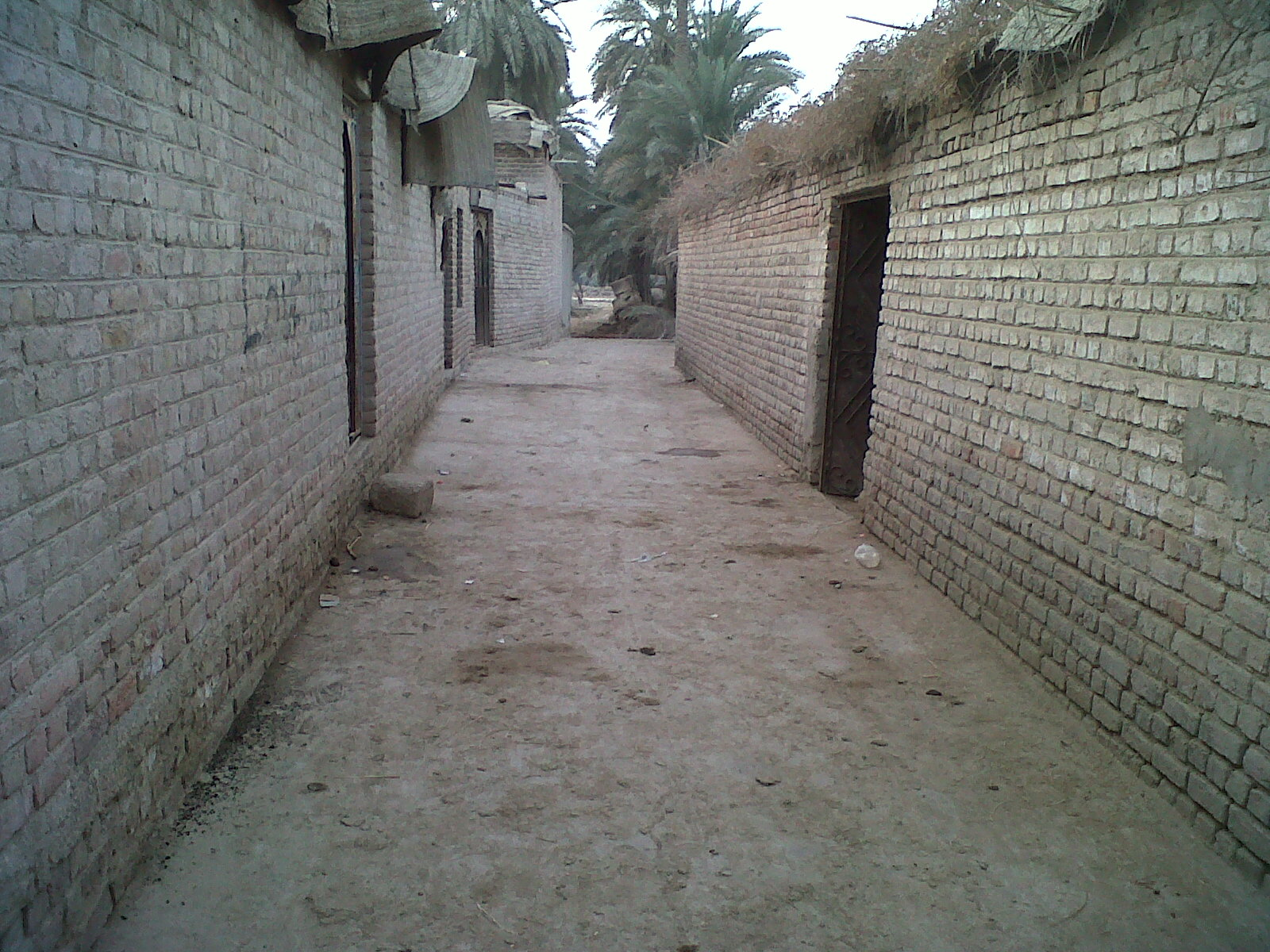
Le village de Kingri.

Le district est divisé en quatre tehsils ainsi que 55 Union Councils.
| Tehsil      | Population (rec. 2017) |
| ----------- | ---------------------- |
| Garhi Yasin | 315 883                |
| Khanpur     | 276 283                |
| Lakhi       | 248 143                |
| Shikarpur   | 391 172                |

Quatre villes du district comptent plus de 19 000 habitants. La plus importante est de loin la capitale Shikarpur. Elle rassemble près de 16 % des habitants du district et 64 % de sa population urbaine.

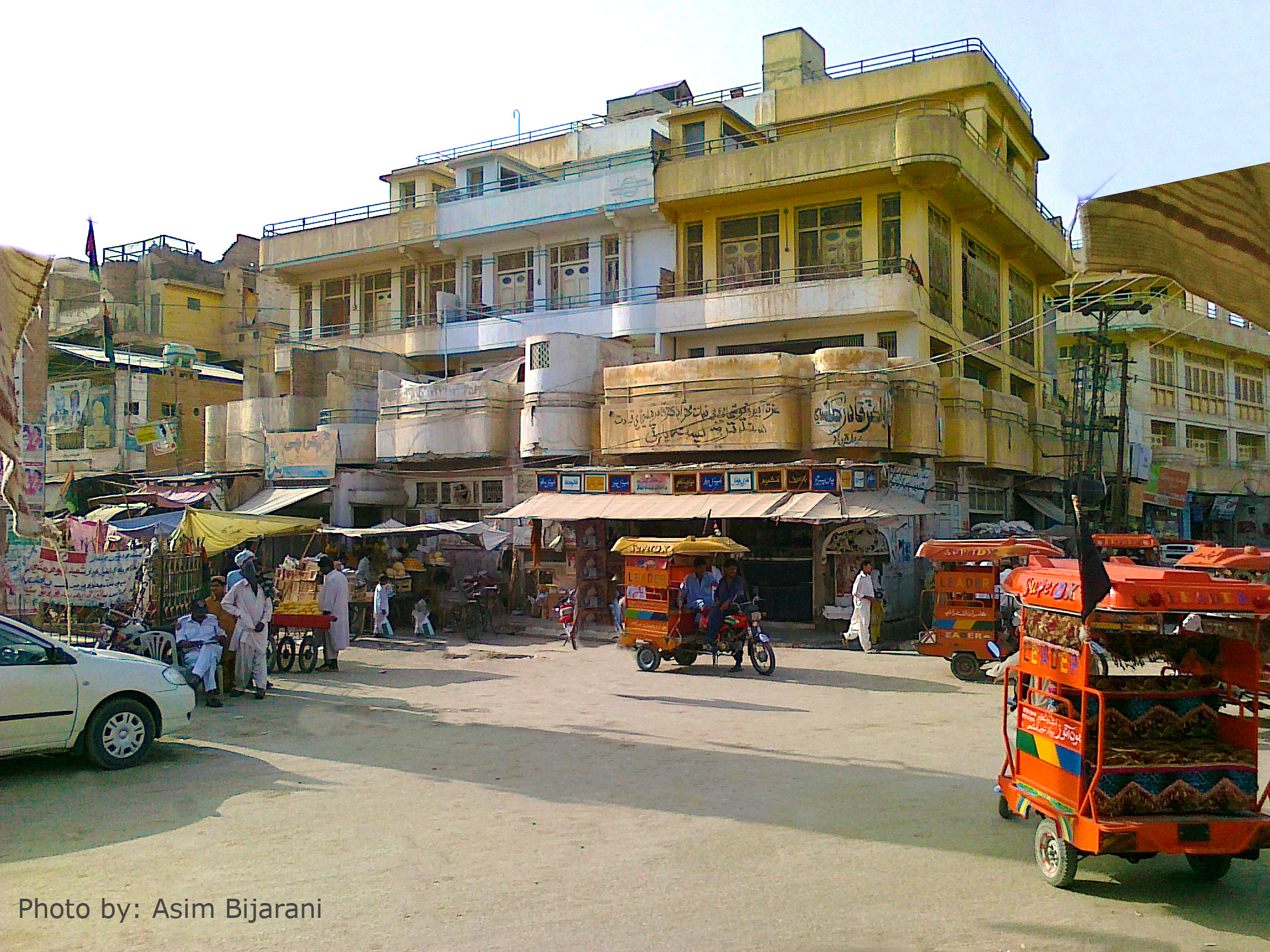
La capitale Shikarpur.

| Ville     | Population (rec. 2017) |
| --------- | ---------------------- |
| Shikarpur | 195 437                |
| Khanpur   | 24 899                 |
| Lakhi     | 23 037                 |
| Madeji    | 19 772                 |

## Économie et éducation

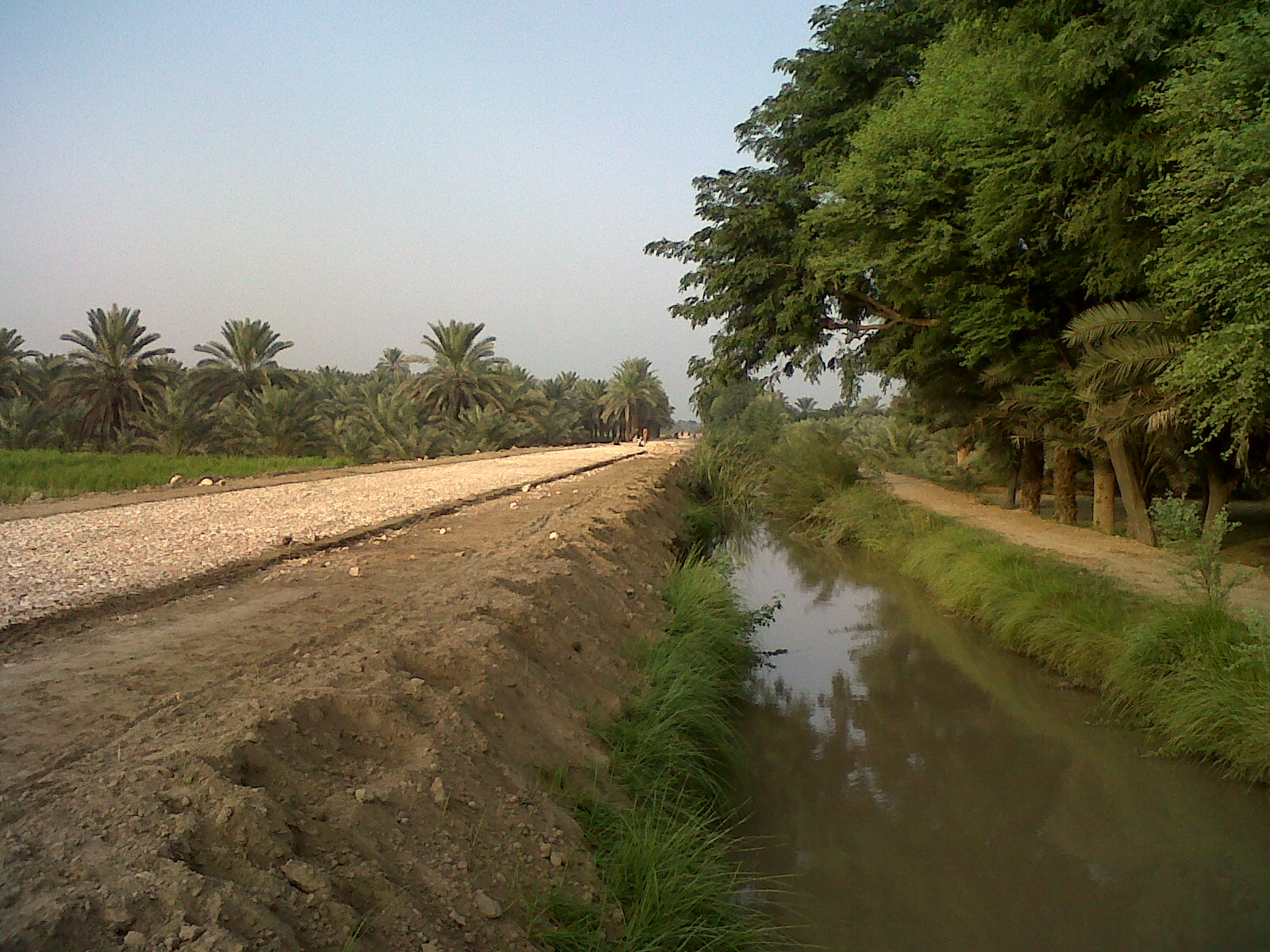
Canal et terres cultivées dans le district.

Shikarpur est un district principalement rural et sa population vit surtout de l'agriculture. La capitale Shikarpur est desservie par les deux routes nationales no 55 et 65. Elle est de plus située sur la ligne de train Sukkur-Jacobabad.
Selon un classement national de la qualité de l'éducation, le district se trouve bien en dessous de la médiane nationale, avec une note de 49 sur 100 et une égalité entre filles et garçons de 68 %. Il est classé 107e sur 141 districts au niveau de la qualité de l'éducation et 84e sur 155 pour la qualité des infrastructures en enseignement primaire.

## Politique
Le district est représenté par les quatre circonscriptions no 9 à 12 à l'Assemblée provinciale du Sind. Lors des élections législatives de 2008, elles sont remportées par deux candidats du Parti du peuple pakistanais (PPP), un de la Ligue musulmane du Pakistan (Q) (LMP-Q) et un du Parti national du peuple, et durant les élections législatives de 2013, par deux candidats du PPP et deux de la Ligue musulmane du Pakistan (F) (LMP-F). À l'Assemblée nationale, il est représenté par les deux circonscriptions no 202 et 203. Lors des élections de 2008, elles ont été remportées par un candidat du PPP et un de la LMP-Q, et durant les élections de 2013, par un candidat du Parti national du peuple et un de la LMP-F.
À la suite de la réforme électorale de 2018, le district est représenté par les deux circonscriptions no 198 et 199 à l'Assemblée nationale ainsi que les trois circonscriptions no 7 à 9 de l'Assemblée provinciale. Lors des élections législatives de 2018, elles sont remportées par trois candidats du PPP et deux de la Grande alliance démocratique, qui a agrégé la LMP-F et le Parti national du peuple.
| Parti                                        | Voix (national) | %       | Élus nationaux | Élus provinciaux |
| -------------------------------------------- | --------------- | ------- | -------------- | ---------------- |
| Parti du peuple pakistanais                  | 120 270         | 42,51 % | 1              | 2                |
| Grande alliance démocratique                 | 62 785          | 22,19 % | 1              | 1                |
| Muttahida Majlis-e-Amal                      | 43 769          | 15,47 % | 0              | 0                |
| Mouvement du Pakistan pour la justice        | 3 126           | 1,10 %  | 0              | 0                |
| Indépendants                                 | 52 964          | 18,72 % | 0              | 0                |
| Total exprimés (participation : 49,94 %)     | 282 914         | 100 %   | 2              | 3                |
| Source : Commission électorale du Pakistan,. |                 |         |                |                  |